# Fonds national pour l'environnement et le climat
Le fonds national pour l'environnement et le climat (FNEC) est un mécanisme de financement des programmes et projets visant la protection et la gestion rationnelle de l'environnement, la lutte contre les effets néfastes des changements climatiques et la promotion du développement durable créé en 2017 au Bénin.

## Historique
À la suite de la mise en place du Fonds vert pour le climat par la Convention Cadre des Nations unies sur les Changements Climatiques au cours de sa 16ème Conférence des Parties, le conseil des ministres, en sa séance du 25 janvier 2017, a approuvé les nouveaux statuts du fonds national pour l'environnement et le climat (FNEC). Ainsi, le FNEC est créé en 2017 par décret n° 2017-128 du 27 février 2017 constatant approbation de la création du Fonds National pour l'Environnement et le Climat (FNEC), il est placé sous tutelle du ministère du cadre de vie et du développement durable.

## Missions et attributions

### Missions
Le FNEC, en tant que mécanisme de financement des programmes et projets visant la protection et la gestion rationnelle de l’environnement, la lutte contre les effets néfastes des changements climatiques et la promotion du développement durable au Bénin, a pour mission de :
- Mobiliser des ressources extérieures relatives à la protection, à la gestion rationnelle de l’environnement et à la lutte contre les effets néfastes des changements climatiques, notamment celles relatives aux mécanismes financiers des accords internationaux sur l’environnement et le climat ;
- Appuyer les programmes et projets relatifs à la protection de l’environnement, à la lutte contre les effets négatifs des changements climatiques et à l’amélioration du cadre de vie des populations ;
- Suivre et évaluer l’exécution des projets financés et leurs impacts sur l’environnement et la population.

### Attributions
Le FNEC collabore avec les structures publiques, privées et non gouvernementales dont les activités concourent à la mise en œuvre des stratégies nationales de gestion de l'environnement, des ressources naturelles et des changements climatiques.

## Localisation
Le siège est Mitoyen à la maison des médias, au bord des voies pavées de l’axe Sainte Cécile Carrefour Gbèdjromèdé dans le 6e arrondissement de Cotonou